# Râul Onyx

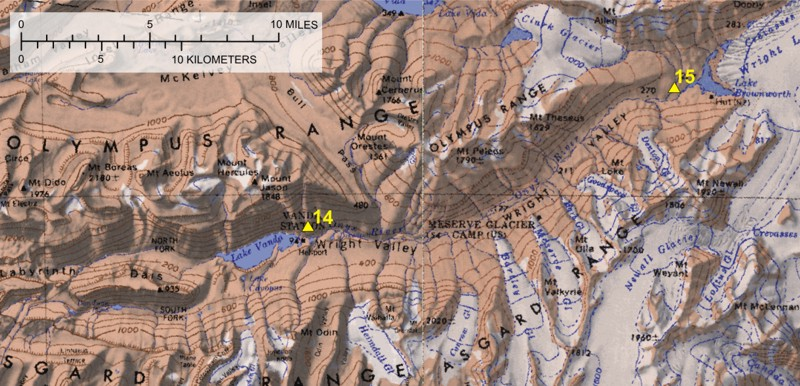
Valea Wright

Onyx este cel mai lung râu din Antarctida. Este situat în valea Wright din Țara Victoriei, în văile uscate McMurdo, ce se 
caracterizează prin o lipsă de zăpadă aproape tot timpul anului și un nivel ridicat de expunere solară, cu temperaturi relativ ridicate vara. Râul are o lungime de aprox. 30 km, și se varsă în Lacul Vanda.
Nivelul apei în râul este supusă fluctuațiilor diurne și sezoniere puternice. Onyx are mai mulți afluenți și curge numai în timpul verii australe târzii (februarie, martie). În restul timpului debitul râului arată ca bandă goală de gheață. Uneori, mai mulți la rând ani, râul nu poate să ajungă până la gura de vărsare, la Lacul Vanda. 
În râu, nu este pește, dar există microorganisme și alge, care sunt observabile. De-a lungul râului și la gura de vărsare este situată stație neozeelandeză Vanda (fondată în 1968). Temperatura maximă înregistrată la stație a fost de +15.0 °C (5 ianuarie 1974), fiind în acest sens un record pozitiv al temperaturii Antarctidei.